# Ereunetea minor
Ereunetea minor är en fjärilsart som beskrevs av Holland 1893. Ereunetea minor ingår i släktet Ereunetea och familjen mätare. Inga underarter finns listade i Catalogue of Life.